# Tobasjön
Tobasjön (indonesiska: Danau Toba) är Indonesiens största sjö, belägen på ön Sumatra. Sjön är även världens största vulkaniska sjö, och den fyller den kaldera som återstår efter vulkanen Tobas utbrott för cirka 70 000 år sedan. Kring sjön bor batakfolket.

## Referenser

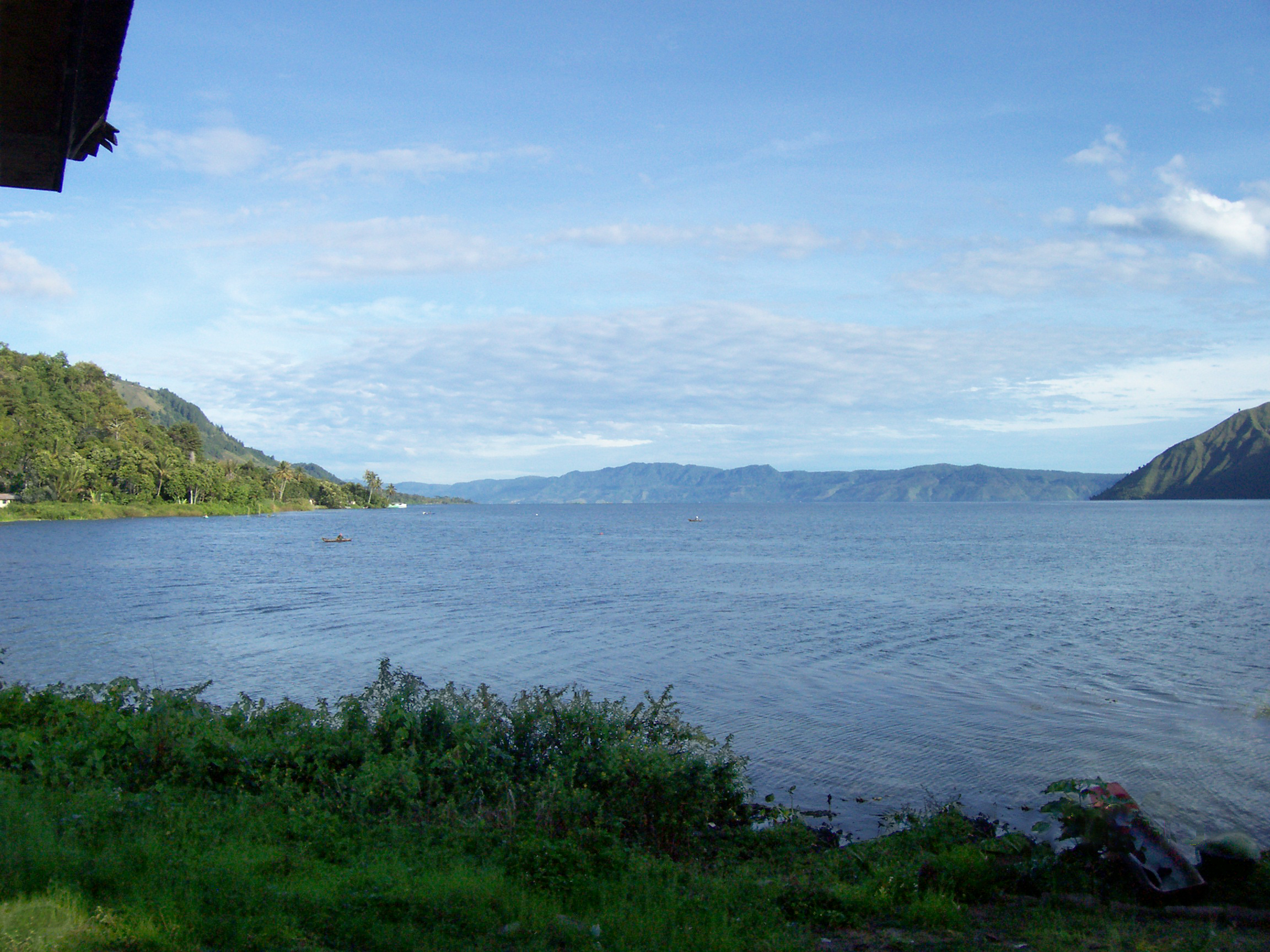
Utsikt norrut över Tobasjön från ön Samosir.